# Morales de Rey

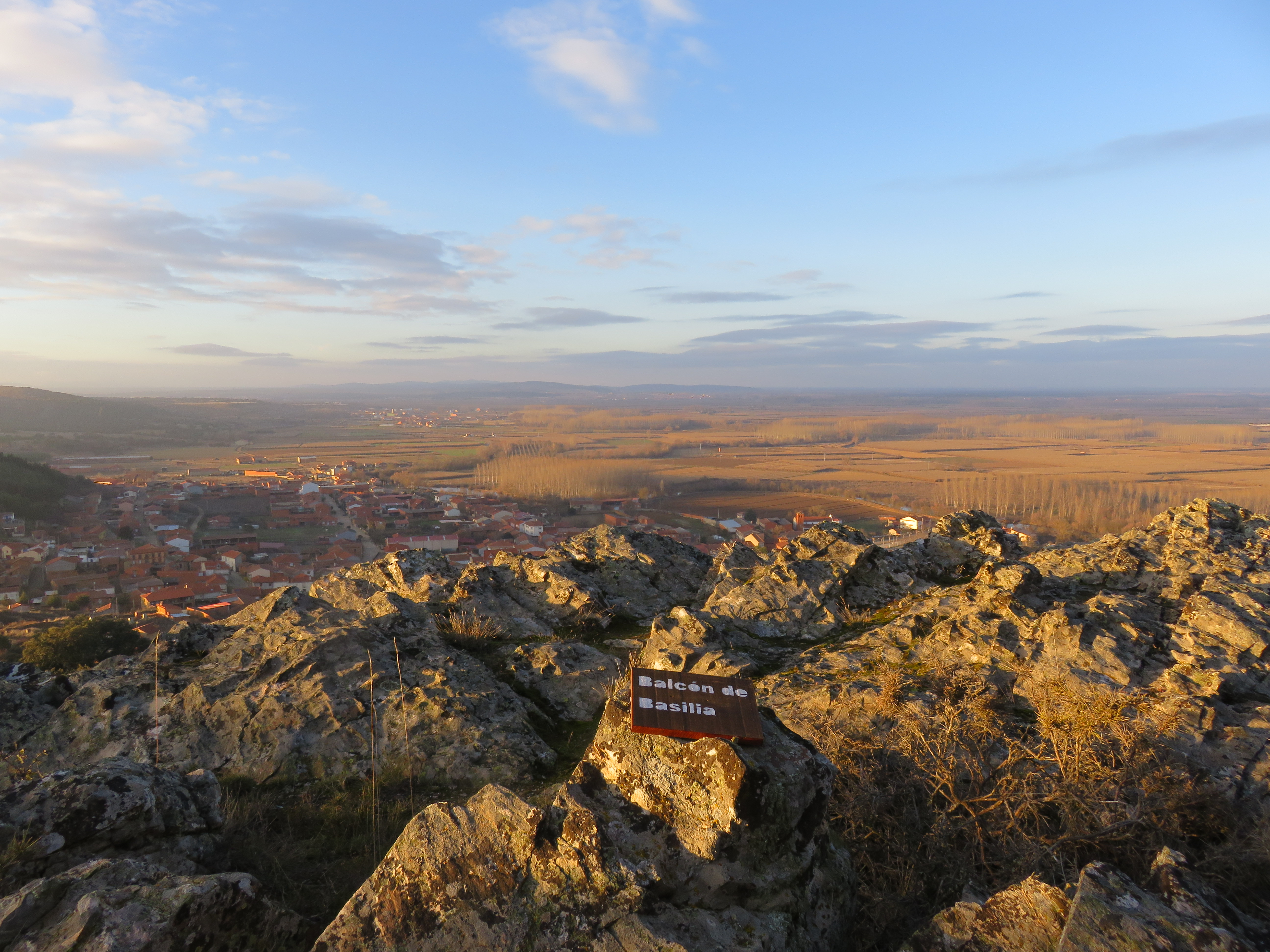
Balcón de Basilia

Morales de Rey es un municipio y localidad española de la provincia de provincia de Zamora, en la comunidad autónoma de Castilla y León.
El municipio se encuentra situado en el noreste de la provincia de Zamora, en la comarca de Benavente y Los Valles. Cuenta con una superficie de 20,14 km² y, según datos del padrón municipal 2017 del INE, cuenta con una población de 582 habitantes. Su término municipal incluye a la localidad de Vecilla de la Polvorosa.

## Toponimia
El topónimo Moral, según Riesco Chueca,  responde a un modelo tradicional del área leonesa, consistente en un nombre de árbol en singular, femenino y con o sin artículo. Así es frecuente La Moral, con o sin artículo, así como sus diminutivos, que preservan el género femenino, de tradición latina. En la provincia de Zamora son frecuentes los topónimos Moral, Moraleja o Moralina. El origen de todos ellos es el totémico Morus nigra o morera negra (latín mōrus, -i), aún denominado moral en gran parte del dominio lingüístico leonés. Este es un árbol de antigua tradición concejil, frecuentemente plantado ante muchas de las iglesias rurales. En la mayor parte de los casos, su forma diminutiva no suele aludir a un moral pequeño, sino a una población llamada Moral que es de menor rango que otra localidad del mismo nombre.
Frente a esta teoría, también se indica que en origen podría referirse a personas procedentes de África si atendemos al significado derivado del vocablo latino 'maurus' (mauritano), y este del griego 'mαῦρος' (maûros), con significado de oscuro, por alusión al color de su piel.
"De Rey" es, como en muchas localidades de la zona, la concreción geográfica que en este caso se hace necesaria para diferenciarlo de otros pueblo como Morales del Vino, Morales de Valverde y Morales de Toro.

## Geografía

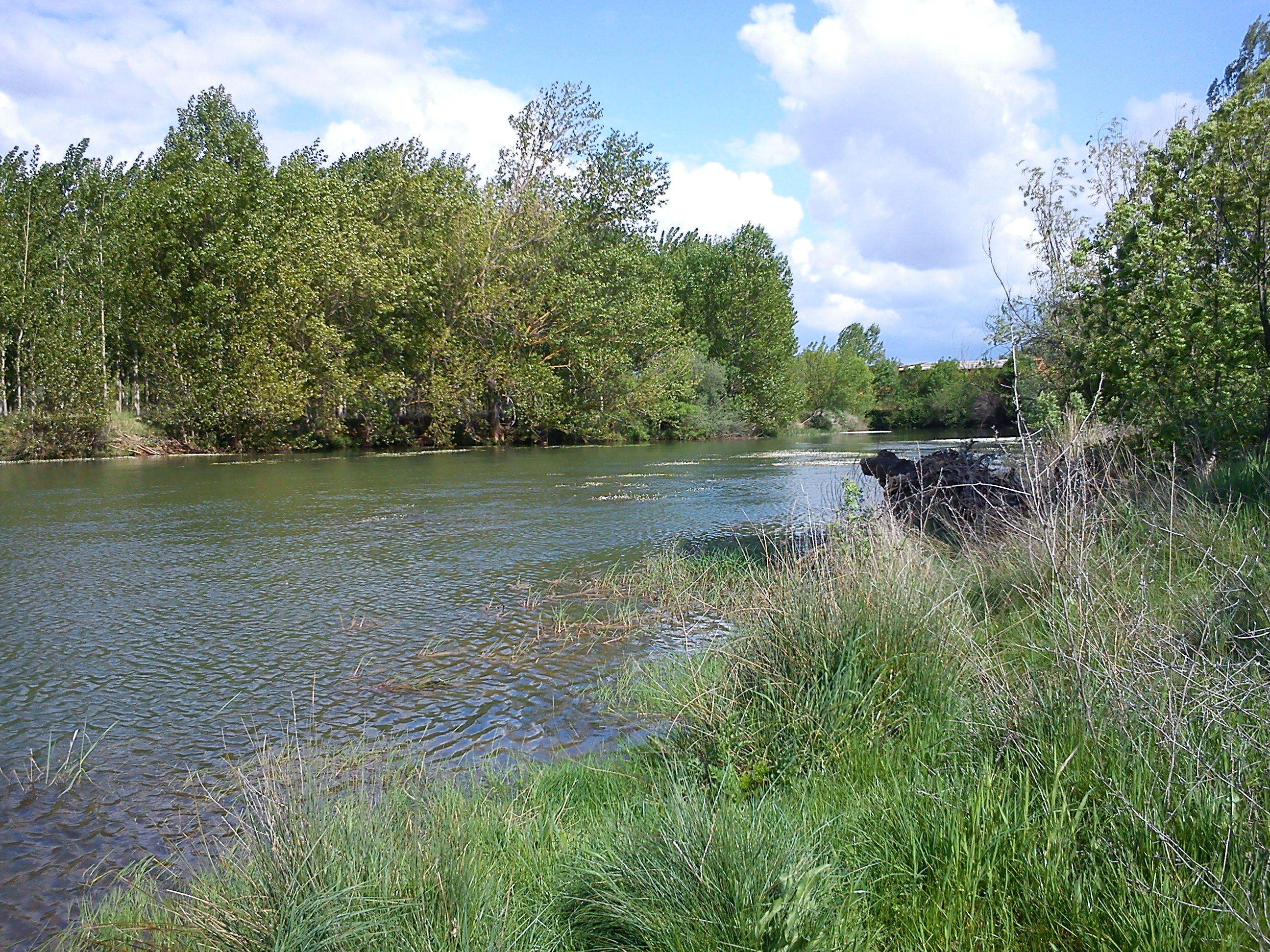
Río Eria a su paso por Morales de Rey

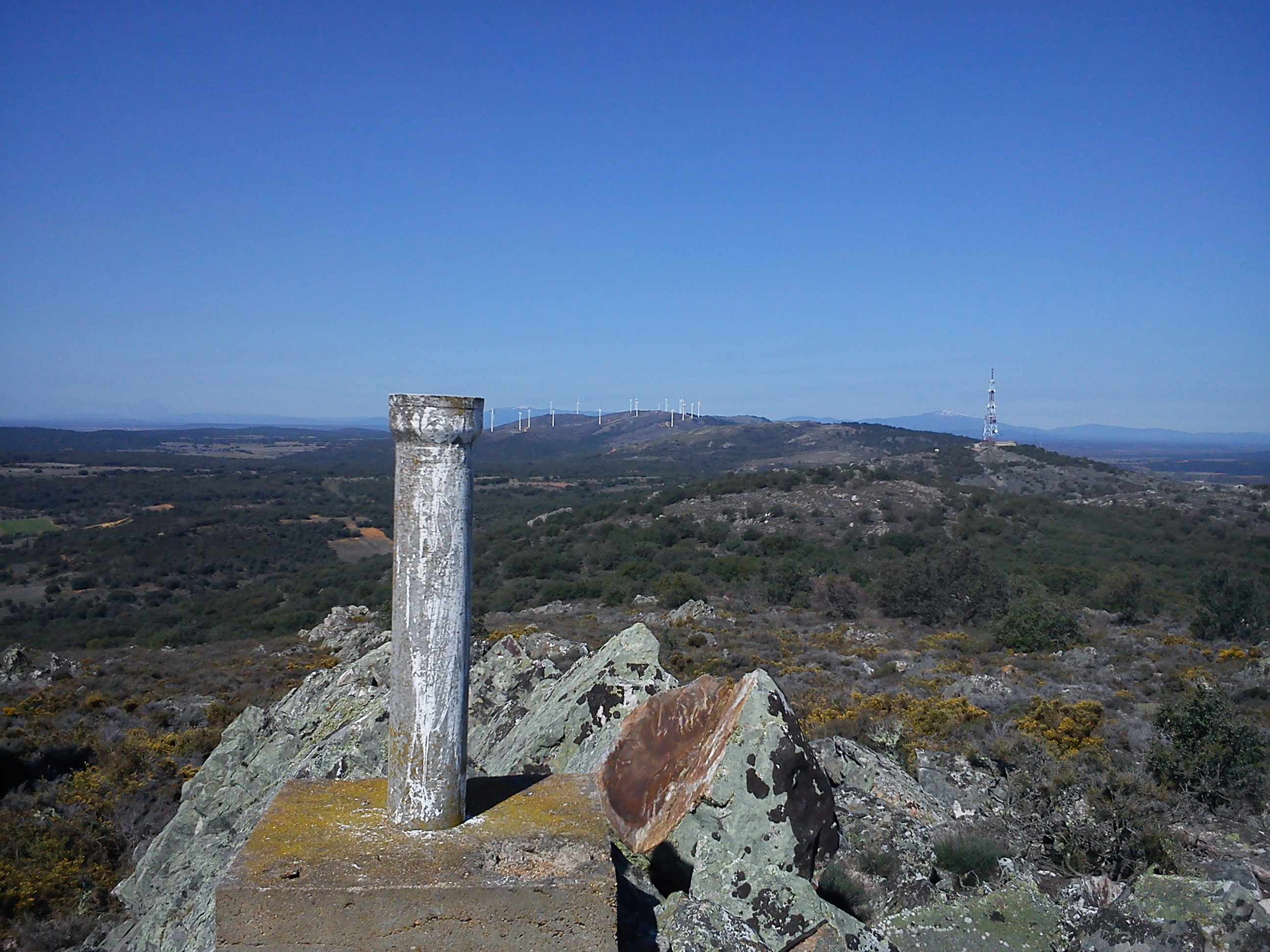
Vértice geodésico en la sierra de Carpurias

El municipio de Morales de Rey se sitúa en el valle del río Eria y en la sierra de Carpurias, al igual que Manganeses de la Polvorosa, Santa María de la Vega, Villaferrueña, Arrabalde y Alcubilla de Nogales.
Es una población abierta a la vega del Eria, protegida por el sur por las últimas estribaciones de la sierra de Carpurias. Al pie de la misma se abre la parte más rica del interfluvio Eria-Órbigo, que comparte con otras localidades como Vecilla y Fresno de la Polvorosa.
Morales se encuentra bien protegido al oeste por la sierra de Carpurias y al Este por el río Eria. Morales se encuentra enclavado entre dos montañas, el Teso y Peñaredonda.
En cuanto a su flora podemos destacar dos zonas: 
- En la zona del monte: pinos, encinas, vid, tejo, romero, tomillo...
- En la zona de la vega: chopos y moreras de las cuales procede el nombre de Morales de Rey. Además hay que destacar los cultivos de regadío de maíz, patata, y remolacha que enriquecen de un color verde la primavera y parte del verano de esta localidad.

En cuanto a la fauna, podemos encontrar especies como: jabalíes, corzos, zorros, liebres...entre otras.

## Historia

### Prehistoria

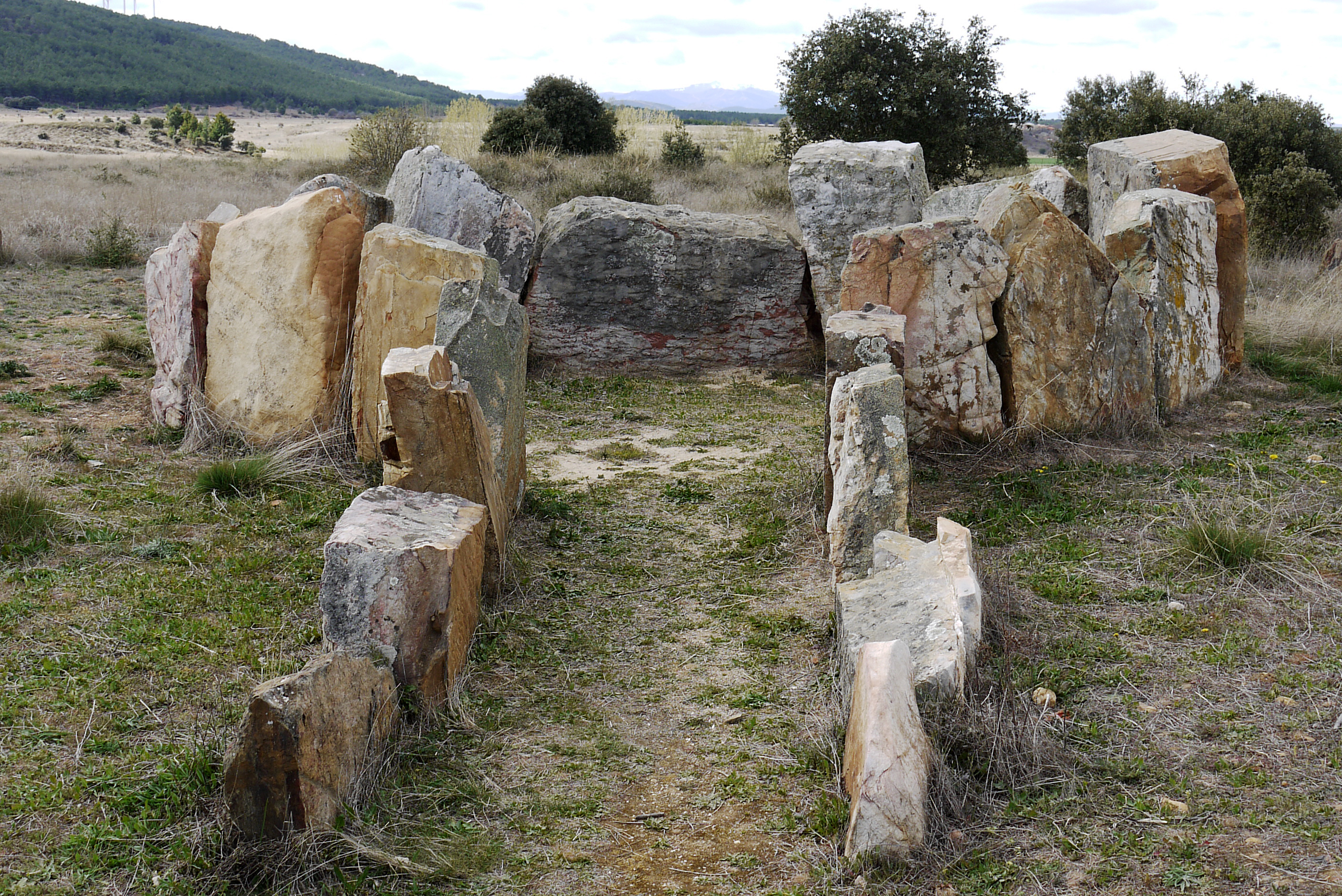
El dolmen de la Casa de los Moros o Casetón de los Moros está emparentado por su estructura con el de El Tesoro de Morales

En su territorio se conocen evidencias Paleolíticas, Neolíticas, Campaniformes y fuentes romanas. De entre ellas destaca el dolmen de El Tesoro (a escasos metros al oeste del casco urbano de Morales de Rey, sobre la terraza superior del río Eria y junto a la carretera que lleva a Santa María de la Vega), que posee 5000 años de antigüedad y está relacionado por su estructura con los dólmenes de La casa de los Moros y San Adrián, situados en Arrabalde y Granucillo de Vidriales respectivamente.

### Edad Antigua

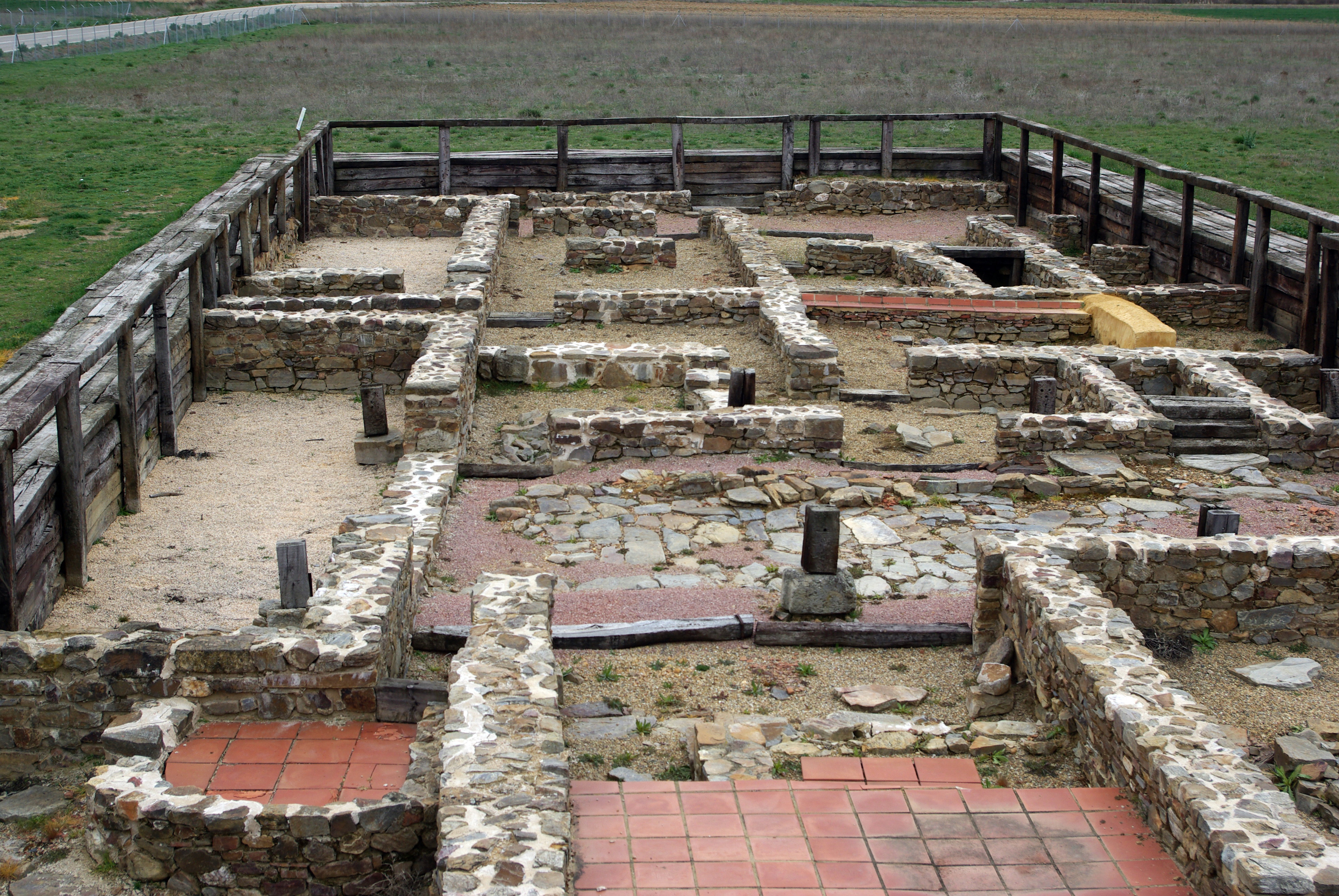
La cercanía de Petavonium confirma la presencia romana en la zona en la Edad Antigua

La cercana existencia del campamento romano de Petavonium (en Rosinos de Vidriales), evidencia que los romanos frecuentaron la comarca y dejaron reminiscencias de su paso por ella. Ya en término de Morales de Rey, al fondo del llamado camino de Santa Eugenia y frente al Molino de abajo —hoy en ruinas—, existe un pago con todas las características propias de haber sido escenario de una antigua villa romana. En él aparecieron diversos utensilios, así como objetos y piedras con inscripciones. Todavía hoy se advierten a simple vista restos de mosaico, de terracota y de otros signos peculiares corrientes en las viviendas de los antiguos romanos. Los habitantes de esta villa romana vivirían al amparo de los castros existentes en los montículos próximos, todavía sin estudiar. Además, en el propio casco urbano han aparecido dos asentamientos romanos: uno cerca de El Tesoro, ya más cerca de las escuelas; y otro, el de Santa Eugenia, donde aún había paredes de época romana, tégulas, cerámicas de “terra sigillata”, monedas y teselas de mosaico. Todo parece indicar que era una “villa” romana, situada a la orilla del Eria.
En 1998, tras unas excavaciones en la zona meridional del montículo de La Corona, ya en la llanura, y como a cien o doscientos metros de la confluencia de los ríos, ha aparecido una villa romana en la que han aparecido numerosos utensilios y restos de los primeros siglos. La pena ha sido que precisamente estaba proyectada la autovía de Galicia por el mismo sitio de las excavaciones, y por más que las protestas de la comarca se han hecho patentes, no se ha respetado aquel yacimiento, sin duda uno de los más notables de toda la zona.

#### La cercana Brigaecium
Contribuye no poco a reforzar la posible existencia de la antigua villa romana de Morales en el lugar mencionado, las modernas precisiones que actualmente se vienen haciendo sobre la ubicación de la renombrada mansión Brigaecium. Algunos autores, como Roldán Hervás, sitúan a Brigaecio con otra pequeña plataforma en el término de Villabrázaro, conocido con el nombre de “El Peñón” en las orillas del río Órbigo, posición magnífica, donde existen restos indudables de una primitiva población.
Brigaecium era la capital de una tribu astur conocida con el nombre de “brigaecinos”, que poblaba todo el norte de Zamora. Referidos a tan estratégica región hablan los autores de la existencia de tres campamentos romanos en un espacio cercano a la ciudad, donde tenía su asentamiento la Cohorte IV Gallorum. De ser cierta la teoría de que Brigecio estuviera en las inmediaciones de la desembocadura del Eria en el Órbigo, podría establecerse cierta conexión entre la villa romana de Morales con la Brigecina, por la proximidad existente entre ambas, separadas solamente por menos de dos kilómetros. 
Lo cierto es que la numeración que figura en el miliario descubierto junto al puente del Priorato ha dado pie a señalar un nuevo trazado a la Vía de la Plata distinto enteramente al que venían señalando los autores. De esta forma, la mansión siguiente al referido miliario es Brigaecium, que siendo por lo general de catorce millas la distancia mediante entre las distintas mansiones, resulta que “a esa distancia podría situarse la mansión de Brigecio en las cercanías de Morales del Rey, que posee dos yacimientos, al menos, con vestigios romanos”. No obstante, la mansión o posada de la vía, no siempre coincidía con la ciudad del mismo nombre, y a veces hasta convenía que estuvieran a cierta distancia, resultado que “como en la villa de Morales del Rey no se descubren vestigios anteriores a la época romana, ni asentamiento adecuado, propio de las ciudades celtibéricas, sobre un castro o altura fácil de defender”. Por tanto llega a la conclusión de que no hallado lugar adecuado para poder situar la mansión de Brigecio, se debe buscar en sus inmediaciones, a saber, en algún sitio capaz de servirle de marco. Y lo encuentra en el montículo situado en la misma desembocadura del Eria en el Órbigo, denominado La Corona, -“nombre también revelador donde aparecen abundantes fragmentos de cerámica de la I Edad de Hierro y también algunos celtibéricos, pero no romanos ni tampoco de regulas”- ya en término de Manganesos, donde le parece que debió estar situada Brigecio. Se trata de “un cerro rocoso de alguna altura, formando una meseta en su parte superior con muchos bancales y rampas en torno”.
También la antiquísima ermita de santa Eugenia, desaparecida hoy, pero que duró hasta el siglo pasado, ubicada a la entrada del camino de su nombre, dado que en sus inmediaciones se han encontrado enterramientos de los primeros siglos, siempre hemos supuesto como probable sean restos de algún eremitorio anterior a la invasión de los árabes. A este yacimiento alude Regueras Grande cuando escribe: “Santa Eugenia. Se documentan en superficie multitud de teselas pero solo en 1984 se recuperó un pequeño fragmento de 3x4 cm. Aquellas son de caliza blanca y 1 cm. de lado. No poseen apenas restos de solera. El yacimiento es relativamente extenso, y en particular, hay una zona dejada en barbecho por la gran densidad de materiales constructivos que presenta, aparte de otros cerámicos, restos de estucos pintados…”[cita requerida]
Tal vez algún día se puedan esclarecer estas incógnitas a medida que vaya estudiándose más y más la zona. Desde luego no es creíble que una vega tan feraz como la de Morales, pasara inadvertida para las primeras comunidades monásticas de los primeros siglos, cuando San Fructuoso y San Martín Dumiense poblaban de monasterios gran parte del noroeste español, no se dieran cuenta de las ventajas que reunía aquella vega, y la aprovecharan para establecer allí algún monasterio donde poder dedicarse a la alabanza divina, supuesta la fácil provisión de los víveres más necesarios para la subsistencia, al par de no ser molestados, por hallarse la zona completamente despoblada.

### Edad Media

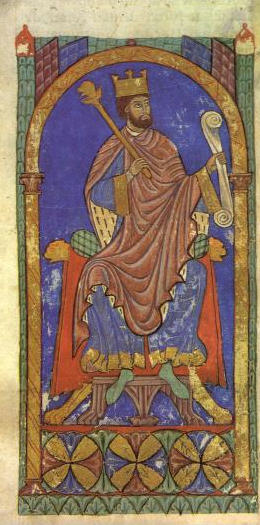
El rey Alfonso VII de León otorgó en el la tenencia de Morales a Ponce de Cabrera

La documentación medieval nos muestra la existencia de Morales de Rey con dicha denominación de Morales al menos desde el siglo XII, debiendo haberse refundado dentro de los procesos de repoblación emprendidos por los reyes leoneses en su avance en la Reconquista hacia el sur. Así, Morales de Rey fue tenencia de Ponce de Cabrera durante el reinado de Alfonso VII de León, si bien la villa siguió siendo posesión de realengo, siendo sustituido Ponce de Cabrera posteriormente en dicha tenencia por Vela Gutiérrez, mayordomo mayor de Fernando II de León. Al ser villa de realengo, es posible que la denominación de Rey del nombre se deba a este hecho. Asimismo, también en la Edad Media, está acreditada una donación de terrenos realizada por los monarcas leoneses al monasterio de San Pedro de Montes en el término de Morales de Rey, que posteriormente fueron adjudicados al convento de San Vicente de Salamanca.

### Edad Moderna
Durante toda la Edad Moderna, Morales de Rey fue una de las localidades que se integraban en la «provincia de las Tierras del Conde de Benavente», formando parte de la «receptoría de Benavente y su Tierra». Esta provincia que se extendía por tierras de la citada casa condal en las actuales provincias de Zamora, León, Orense y Valladolid, tiene la peculiaridad de que considerándose parte del reino de León, de cara al voto en Cortes dependía de la ciudad de Valladolid, ciudad en la que residía el conde, si bien la provincia de las Tierras del conde de Benavente tenía cierta autonomía a la hora de la recaudación de los impuestos en su territorio, dependiendo asimismo de algunas instituciones regionales como la Notaría Mayor de León o el Alférez Mayor del Reino de León.

### Edad Contemporánea
Al reestructurarse las provincias y crearse las actuales en 1833, Morales de Rey quedó encuadrado en la provincia de Zamora, dentro de la Región Leonesa. Tras la reestructuración de España en autonomías, Morales de Rey pasó a formar parte en 1983 de la comunidad autónoma de Castilla y León, en tanto que municipio adscrito a la provincia de Zamora.

## Demografía
Cuenta con una población de 517 habitantes (INE 2024).
| Gráfica de evolución demográfica de Morales de Rey entre 1842 y 2021 |
| |
| Población de derecho según los censos de población del INE Población de hecho según los censos de población del INEEntre el censo de 1857 y el anterior, crece el término del municipio porque incorpora a 495103 (Redelga de la Polvorosa), 495156 (Vecilla de la Polvorosa) y 495160 (Verdenosa de la Polvorosa) Entre el censo de 1930 y el anterior, disminuye el término del municipio porque independiza a 49203 (Santa María de la Vega) |

## Economía

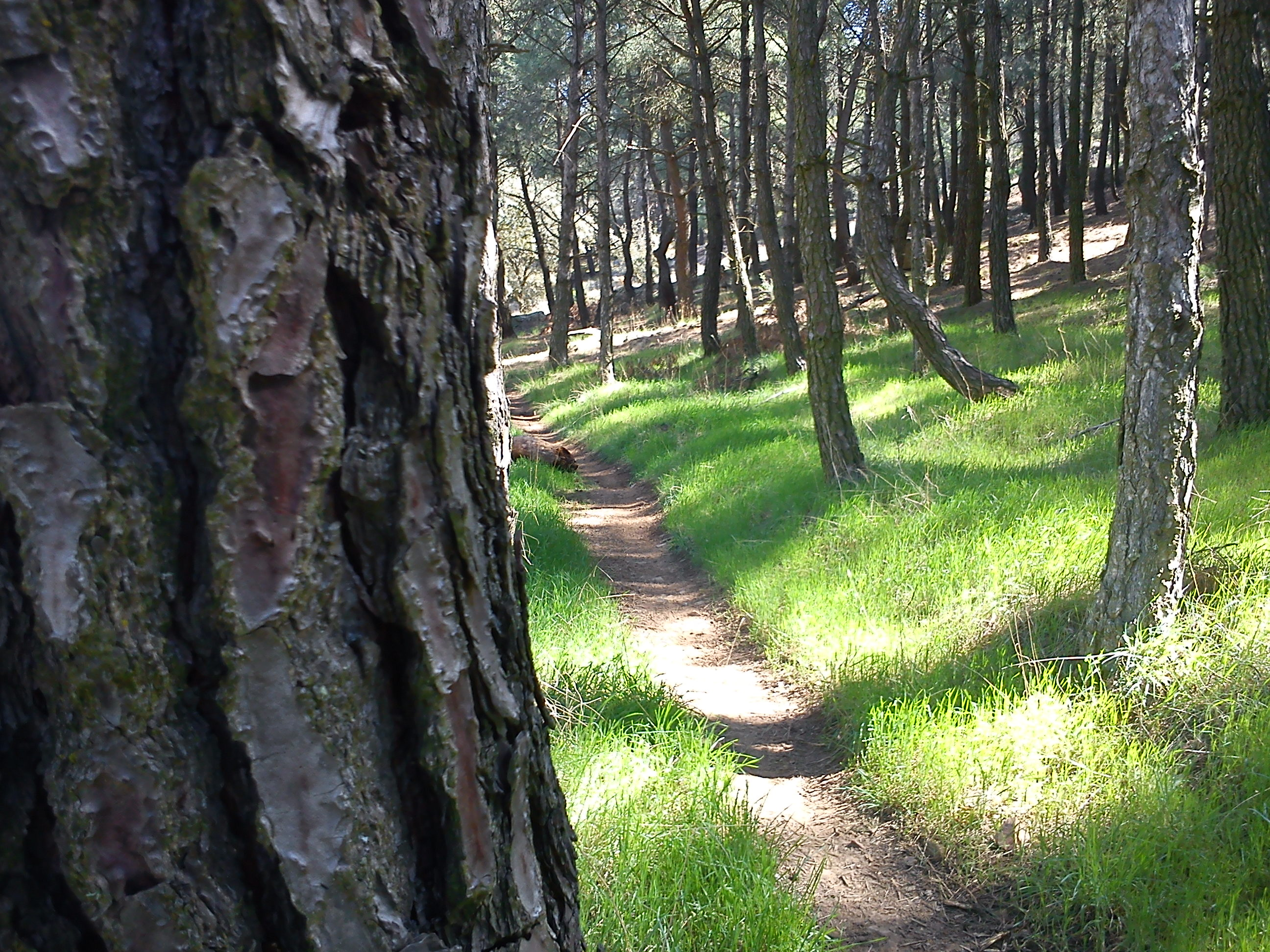
Pinar en Morales de Rey

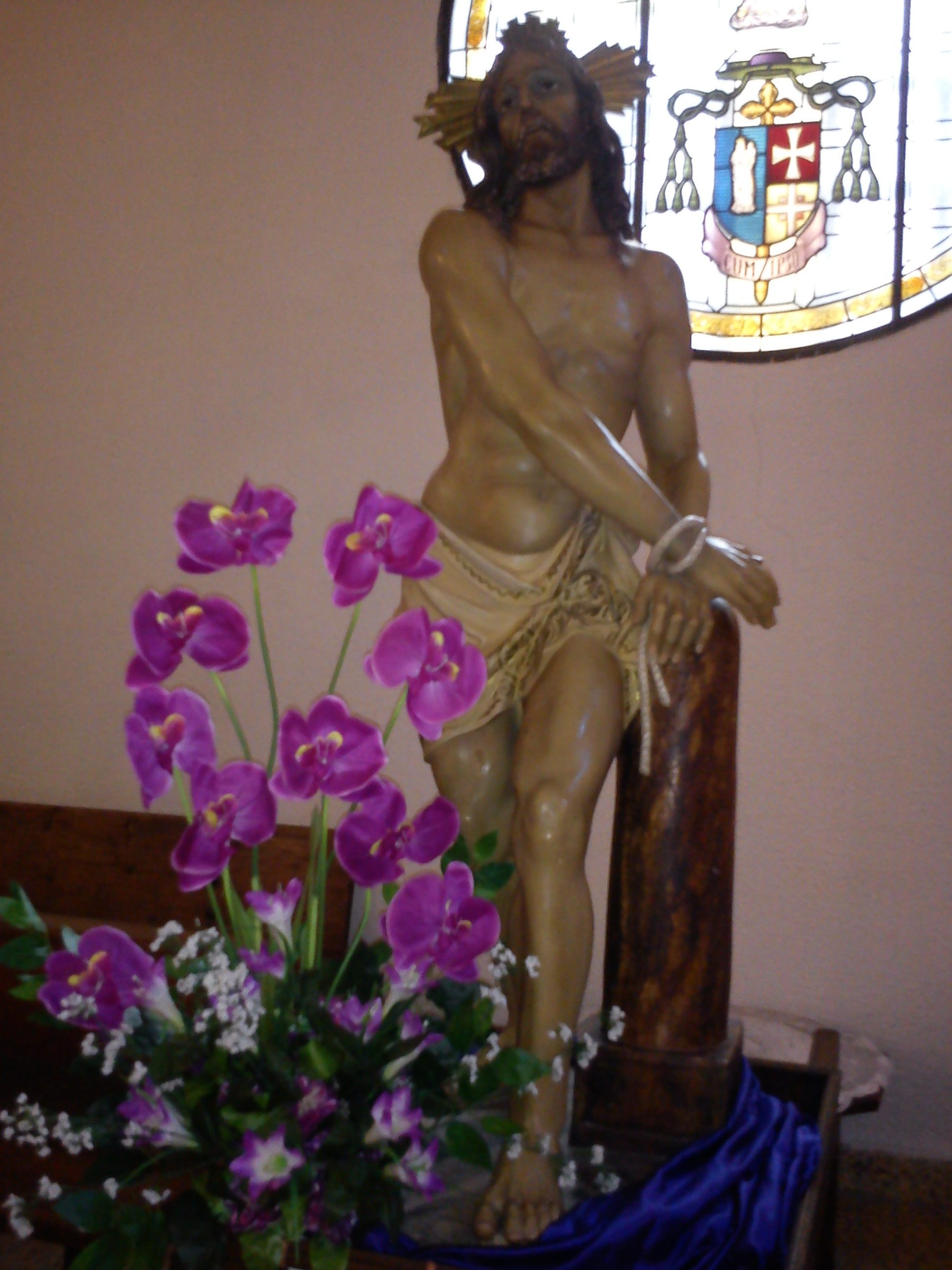
Ecce Hommo de la iglesia de San Pelayo Mártir

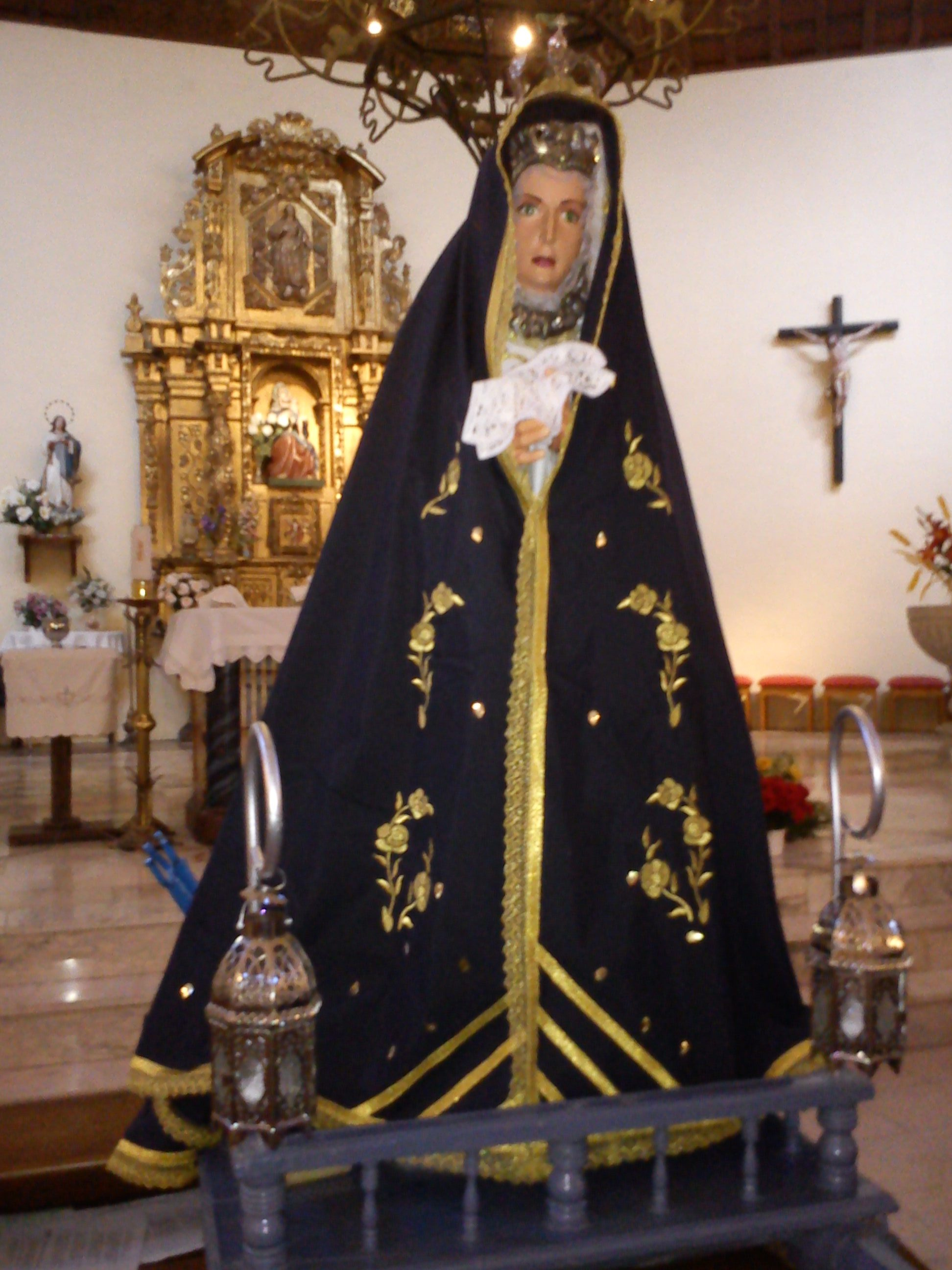
Dolorosa de la iglesia de San Pelayo Mártir

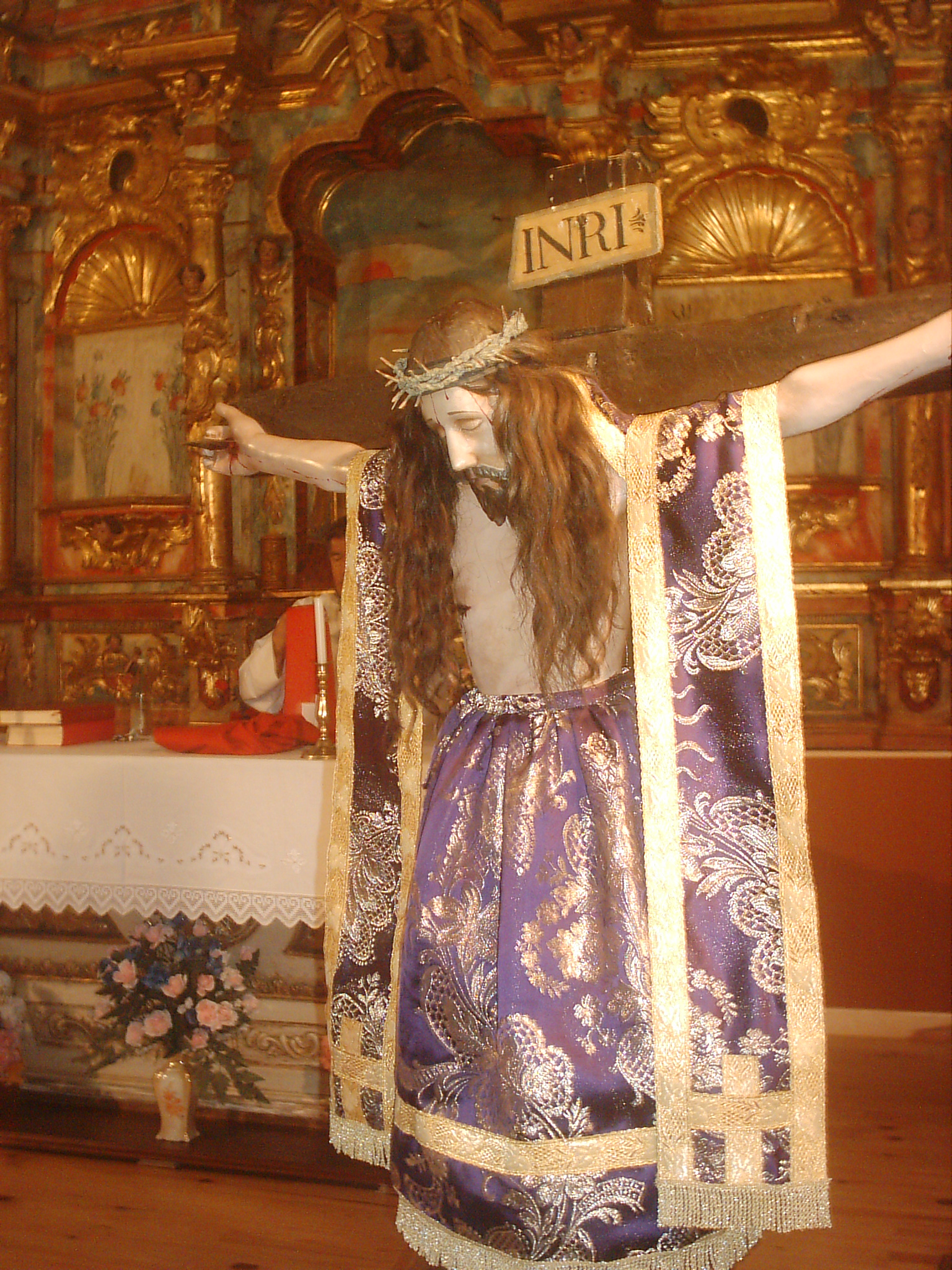
Bendito Cristo de la Vera Cruz

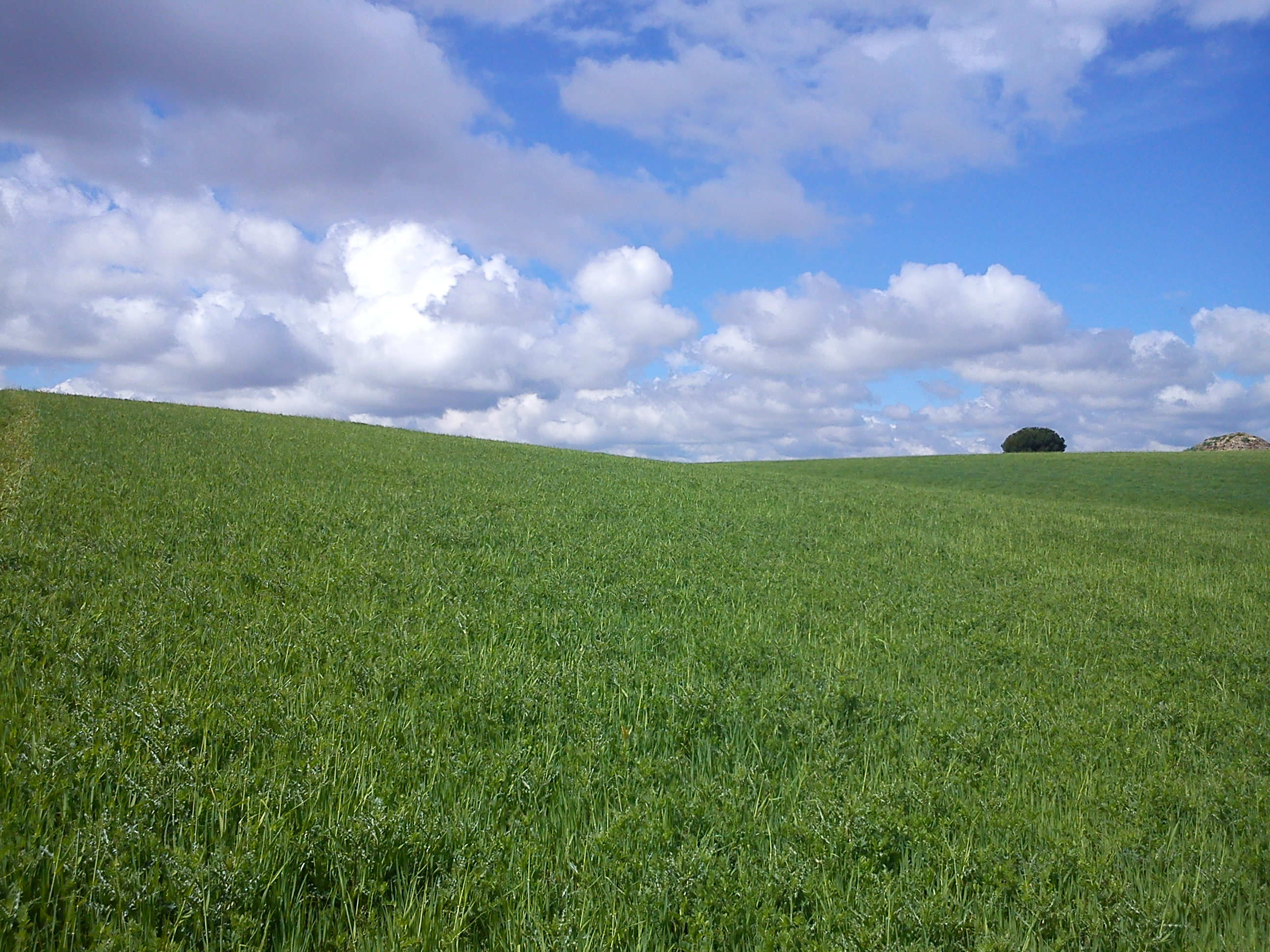
Pradera de Morales de Rey

La dedicación agrícola del pueblo es bastante clara, sobre todo vista su ubicación en la vega, a la que se accede mediante un puente sobre el Eria, que a su vez da paso a la N-6 en Pobladura del Valle.
Es de importancia destacar las bodegas, algunas datadas de cientos de años de antigüedad.

## Comunicaciones
Para llegar al municipio, se deberá dirigir primero a Benavente, cruce de caminos del norte de España. Puede acceder por tres autovías: 
- La A-6 que une Madrid y La Coruña.
- La A-66 entre Gijón y Benavente.
- La A-52 que une Vigo y Benavente.

Morales de Rey se encuentra a una distancia de 12 km de Benavente. Se llega a esta localidad por diversas carreteras pero la más utilizada es la de Alcubilla, que bordea el río Eria, dejando a un lado el pueblo de Manganeses de la Polvorosa y cruzando El Mosteruelo.

## Símbolos
El escudo heráldico del municipio de Morales de Rey fue aprobado mediante acuerdo de la Comisión de Gobierno de la Diputación Provincial de Zamora de fecha 3 de mayo de 1993, por lo que queda blasonado de la siguiente forma:

De oro, cabra pasante de sable. Bordadura camponada de oro y sable. De sinople, león rampante de plata y una cruz con veleta de sable, entre dos montes al natural. De plata dos ondas de azur. Al timbre Corona Real cerrada.

## Colegio
En este municipio se encuentra el colegio C.R.A. San Pelayo que da servicio a las localidades de Morales de Rey, Santa María de la Vega, Arrabalde, Coomonte, Pobladura del Valle, Villaferrueña, Maire de Castroponce, Fresno de la Polvorosa y Vecilla de la Polvorosa.

## Patrimonio

### Iglesia de San Pelayo Mártir
Situada en el centro del pueblo e inaugurada en 1992. Esta nueva iglesia surge por el avanzado deterioro de la anterior, ocupaba el mismo lugar que la actual y la mayor parte de las obras que albergaba fueron vendidas para poder construir la nueva iglesia. 
Cabe destacar el retablo de estilo Barroco y la imagen de Nuestra Señora del Rosario que lo preside. Además de una talla del patrón, San Pelayo, y la Dolorosa que se saca en procesión en Semana Santa.

### Ermita del Bendito Cristo de la Vera Cruz
Morales de Rey conserva una de las mejores imágenes del Cristo en la Cruz, posiblemente del siglo XV, y a la que se le han atribuido algunos milagros. Se encuentra situada a las afueras del pueblo, en la calle Calvo Sotelo en dirección a Santa María de la Vega, construcción de estilo rústico y en piedra, que ha sido remozada y enriquecida hace unos años.

### Dolmen de El Tesoro
El dolmen de El Tesoro se encuentra a escasos metros al oeste del casco urbano de Morales de Rey, sobre la terraza superior del río Eria y junto a la carretera que lleva a Santa María de la Vega. Se trata de un sepulcro de corredor en el que se conservaban visibles la cámara y el pasillo de acceso a la misma, mientras que el túmulo ha desaparecido casi por completo.
La actuación en este momento se  limitó a poner en pie uno de los bloques de la cámara que se encontraba caído, así como a reforzar con bloques de mampostería sin argamasa los intersticios existentes entre los ortostatos conservados, evitando así que el sedimento del túmulo se vaciara sobre la cámara.
Justo al original se ha construido una réplica a escala real de un dolmen, tal y como pudo ser, con el corredor de acceso, la cámara con cubierta y enmascarado todo ello con un túmulo de planta circular. En esta recreación se pueden visitar tanto el exterior como el interior.

#### Aula arqueológica del Neolítico y el Megalítico
El término Neolítico define una etapa de la prehistoria caracterizada además de por la aparición de la piedra pulimentada y la cerámica, por el acceso del hombre a la economía de producción basada en la agricultura y en la ganadería. Esta auténtica revolución en las formas de vida se originan en el Próximo Oriente y llega a las costas levantinas de la península ibérica en torno al VI milenio a. C. En la Meseta los primeros testimonios del llamado Neolítico Interior no se fechan hasta el tránsito entre el V y el Vi milenios a. C.
La construcción de grandes  tumbas monumentales que caracterizan el Megalitismo tiene lugar, en toda la cuenca del Duero, en un momento avanzado del Neolítico, manteniéndose como puntos de referencia funeraria mucho tiempo después de acabado este período –Edades del Cobre y del Bronce–. En estas estructuras funerarias, se llevaba a cabo la inhumación de los individuos de un mismo grupo acompañados de un ajuar compuesto por elementos de piedra  tallada, hueso trabajado y en ocasiones cerámica. La cronología de estos megalitos se situaría entre finales del IV milenio e inicios del III milenio a. C.
La creación de un aula arqueológica sobre el Neolítico y el Megalitismo en la localidad de Morales de Rey se completa con la visita a una serie de monumentos rehabilitados dentro del mismo proyecto, de los cuales dos se encuentran en esta misma localidad, el domen de El Tesoro y una recreación a tamaño real de un prototipo de monumento megalítico construido en las inmediaciones del anterior. Además de éstos, la ruta continúa por Arrabalde, donde se puede visitar el dolmen del Casetón de Los Moros y Granucillo de Vidriales, con los dólmenes de San Adrián y Las Peñezuelas.
El aula se ha instalado en el edificio de las antiguas escuelas, cedido a tal efecto por el Ayuntamiento de la localidad, que dispone de una superficie aproximada de 140 m². El acceso se lleva a cabo a través del área de recepción. Una vez en la sala el visitante se encuentra un primer espacio de información general en el que mediante textos y paneles se exponen los contenidos fundamentales, es decir, el significado de los conceptos Neolítico y Megalitismo, que se ven complementados con un audiovisual.
Desde ese lugar se penetra en la Ambientación I, en la que se representa el 'Mundo de los Vivos', centrándose en diferentes aspectos propios del modo de vida neolítico como la agricultura, la ganadería, la caza, las pesca, la recolección silvestre, la vida itinerante, etc. La recreación tiene como elemento fundamental una cabaña cuyo interior se ha acondicionado con piezas diversas, contando a su vez con el maniquí de una mujer que está cosiendo varias pieles de oveja. Al exterior, y antes de entrar a la cabaña, se ha representado un horno para cocción de cerámica muy rústico. En él un personaje está extrayendo las piezas ya elaboradas, situándose en el lado opuesto un secadero de postes de madera.
A la salida de la cabaña el visitante puede observar un gran panel que da paso al 'Mundo de los Muertos', y que representa un cortejo fúnebre dirigiéndose hacia un monumento megalítico, el elemento fundamental de la Ambientación 2. A la izquierda y coincidiendo con la  recreación del túmulo, se ha escenificado un enterramiento companiforme en el que un personaje vivo está depositando las ofrendas características (vasos cerámicos, puntas de flecha, cuchillo de cobre) en el interior de una fosa en la que descansa el difunto en posición fetal. Se entra en el monumento megalítico a través del pasillo, llegando al interior de la cámara en la que se muestra una escena en la que dos personajes están disponiendo el ajuar funerario junto a un cadáver inhumado, Se sale de la cámara, a través de un ortostato giratorio, a un especio en el que mediante paneles se explica el proceso constructivo de los monumentos megalíticos, encontrando también una maqueta con el emplazamiento de los dólmenes de la sierra de Carpurias.

## Fiestas
- El 26 de junio la localidad de Morales de Rey celebra sus  fiestas en honor de su patrón San Pelayo.
- El festejo más importante tiene lugar al domingo siguiente del día 14 de septiembre, en el que se venera al Santísimo Cristo de la Vera Cruz,  con traslado de la imagen a la iglesia parroquial y regreso a la ermita en la tarde de ese domingo. La devoción es tal, que acude todo el pueblo y numerosos devotos de los pueblos cercanos. En este fin de semana se organiza una comida para todo el pueblo, campeonatos de cartas, ping-pong, fútbol... y, por la noche, la verbena. El lunes se celebra la misa en honor de las Ánimas en recuerdo de todas las personas fallecidas y de esta forma se les rinde homenaje.
- El día de San Marcos, el 25 de abril. En esta última jornada, también conocida como El Tortillero, se acude masivamente a las bodegas.
- Otro acto lúdico lo llevan a cabo los quintos en fechas navideñas pidiendo casa por casa lo que buenamente se les pueda ofrecer para celebrarlo con toda seguridad en las bodegas.
- El 15 de mayo, a la finalización de la novena, tiene lugar una celebración que entremezcla el catolicismo con la fiesta popular en la que se hacen roscas en honor al Bendito Cristo y se subastan a la entrada de la iglesia. Importante es la presencia de las Nazarenas y las Peregrinas, que acompañan en el festejo con trajes típicos.